# Ален Гоміс
Ален Гоміс (фр. Alain Gomis; нар. 6 березня 1972, Париж, Франція) — франко-сенегальський кінорежисер, сценарист та кінопродюсер. Лауреат та номінант численних міжнародних фестивальних та професійних кінонагород .

## Біографія
Ален Гоміс народився 6 березня 1972 році в Парижі, де й провів дитинство. Його батько — сенегалець за національністю, мати — француженка. Гоміс вивчав історію мистецтва й здобув ступінь магістра кіномистецтва в Сорбонні.
Режисерський дебютний фільм Алена Гоміса «Як людина» (фр. L'Afrance, 2001) отримав «Срібного леопарда» на Міжнародному кінофестивалі в Локарно. Прем'єра його фільму «Андалузія» (2007) відбулася на Венеційському міжнародному кінофестивалі, а фільм «Сьогодні» (2012) показали в основному конкурсі Берлінського міжнародного кінофестивалю.
У 2017 році вийшов фільм Алена Гоміса «Фелісіте», світова прем'єра якого відбулася на 67-му Берлінському міжнародному кінофестивалі, де він брав участь в головній конкурсній програмі та був відзначений Гран-прі журі — Срібним ведмедем. Стрічка була висунута від Сенегалу на номінацію в категорії Найкращий фільм іноземною мовою на 90-у церемонію премії «Оскар» та в грудні 2017 потрапила до шорт-листа номінантів.

## Фільмографія
| Рік  |     | Назва українською | Оригінальна назва    | Режисер | Сценарист | Продюсер |
| ---- | --- | ----------------- | -------------------- | ------- | --------- | -------- |
| 2001 |     | Як людина         | L'afrance            | Так     | Так       |          |
| 2003 | к/м | Вогник            | Petite lumière       | Так     | Так       |          |
| 2006 | к/м | Ахмед             | Ahmed                | Так     | Так       |          |
| 2007 |     | Андалузія         | Andalucia            | Так     | Так       |          |
| 2012 |     | Сьогодні          | Aujourd'hui          | Так     | Так       |          |
| 2013 | т/ф | Світові шедеври   | Les délices du monde | Так     | Так       |          |
| 2017 |     | Фелісіте          | Félicité             | Так     | Так       | Так      |

## Визнання
| Рік                                                        | Категорія                                            | Фільм     | Результат |
| ---------------------------------------------------------- | ---------------------------------------------------- | --------- | --------- |
| Міжнародний кінофестиваль у Локарно                        |                                                      |           |           |
| 2001                                                       | Золотий леопард                                      | Як людина | Номінація |
| 2001                                                       | Срібний леопард — Молоде кіно                        | Як людина | Перемога  |
| 2001                                                       | Приз молодіжного журі Euro<26                        | Як людина | Перемога  |
| 2001                                                       | Приз екуменічного журі                               | Як людина | Перемога  |
| Міжнародний фестиваль франкомовного кіно в Намюрі          |                                                      |           |           |
| 2001                                                       | Золотий Байярд за найкращий фільм                    | Як людина | Перемога  |
| Європейський кінофестиваль дебютних фільмів в Анже         |                                                      |           |           |
| 2002                                                       | Нагорода GNCR                                        | Як людина | Перемога  |
| Ам'єнський міжнародний кінофестиваль                       |                                                      |           |           |
| 2003                                                       | Найкращий короткометражний фільм — Спеціальна згадка | Вогник    | Перемога  |
| Міжнародний кінофестиваль незалежного кіно в Буенос-Айресі |                                                      |           |           |
| 2008                                                       | Найкращий фільм                                      | Андалузія | Номінація |
| Берлінський міжнародний кінофестиваль                      |                                                      |           |           |
| 2012                                                       | Золотий ведмідь                                      | Сьогодні  | Номінація |
| 2017                                                       | Золотий ведмідь                                      | Фелісіте  | Номінація |
| 2017                                                       | Срібний ведмідь                                      | Фелісіте  | Перемога  |
| Міжнародний кінофестиваль у Чикаго                         |                                                      |           |           |
| 2012                                                       | Золотий Г'юго за найкращий міжнародний фільм         | Сьогодні  | Номінація |
| 2017                                                       | Золотий Г'юго за найкращий фільм                     | Фелісіте  | Номінація |
| 2017                                                       | Срібний Г'юго — Спеціальний приз журі                | Фелісіте  | Перемога  |
| Сіднейський кінофестиваль                                  |                                                      |           |           |
| 2012                                                       | Сіднейський кіноприз                                 | Сьогодні  | Номінація |
| 2017                                                       | Сіднейський кіноприз за найкращий фільм              | Фелісіте  | Номінація |
| Премія «Люм'єр»                                            |                                                      |           |           |
| 2014                                                       | Найкращий франкомовний фільм                         | Сьогодні  | Номінація |
| 2018                                                       | Найкращий фільм                                      | Фелісіте  | Номінація |
| 2018                                                       | Найкращий режисер                                    | Фелісіте  | Номінація |
| Стамбульський міжнародний кінофестиваль                    |                                                      |           |           |
| 2017                                                       | Приз FACE за висвітлення Прав людини в кіно          | Фелісіте  | Перемога  |
| Премія Африканської кіноакадемії                           |                                                      |           |           |
| 2017                                                       | Найкращий режисер                                    | Фелісіте  | Номінація |

## Громадська позиція
Підписав петицію до президента Росії з вимогою звільнити українського режисера Олега Сенцова